# 让·伊波利特
让·伊波利特（法語：Jean Hyppolite，法語發音：[ʒɑ̃ ipɔlit]；1907年1月8日—1968年10月26日）是著名的法国哲学家、黑格尔专家，曾任巴黎高等师范学院校长，后被选为法兰西公学院“哲学思想史”讲席教授（1963-1968）。伊波利特翻译的《精神现象学》以及他对黑格尔哲学的研究享有盛誉，影响了法国战后的许多思想家，包括福柯、德勒兹、德里达、布迪厄等。